# Stanisław Spunth
Stanisław Spunth – burmistrz Kazimierza w 1523, 1524, 1526, 1527, 1528, 1530 i 1531 roku, ławnik kazimierski w  1516 roku, rajca kazimierski w latach 1523–1531.